# Dorstenia conceptionis
Dorstenia conceptionis är en mullbärsväxtart som beskrevs av Carauta. Dorstenia conceptionis ingår i släktet Dorstenia och familjen mullbärsväxter. Inga underarter finns listade i Catalogue of Life.